# Xuzhou Construction Machinery Group
Xuzhou Construction Machinery Group oder kurz XCMG (chinesisch 徐工集团, Pinyin Xúgōng Jítuán) ist ein führendes chinesisches Maschinenbauunternehmen mit Sitz in Xuzhou, Jiangsu. Seit der Gründung im Jahr 1943 hat sich XCMG zu einem multinationalen Konzern mit über 20.000 Mitarbeitern entwickelt. Das an der Shenzhen Stock Exchange (SZSE: 000425) gehandelte Unternehmen stellt ein umfassendes Programm an Baumaschinen, Nutzfahrzeugen und Flurförderzeugen her, das in mehr als 190 Ländern vertrieben wird. Im Baumaschinensektor ist XCMG Marktführer in China und belegt beim Marktanteil weltweit den dritten Platz hinter Caterpillar und Komatsu (Stand 2022). Die Produktionsstätten und Forschungszentren von XCMG befinden sich sowohl in China als auch in vielen anderen Ländern, darunter die Vereinigten Staaten, Deutschland, Brasilien und Indien. Die XCMG Europe GmbH mit Sitz in Krefeld fungiert als europäische Firmenzentrale des Unternehmens.

## Geschichte
Das Unternehmen geht auf einen im Jahre 1943 gegründeten Rüstungsbetrieb mit dem Namen Huaxing Iron Works zurück. In den 1950er Jahren verlagerte dieser Betrieb seinen Fokus auf die Produktion von landwirtschaftlichen Maschinen sowie Werkzeuge und gegen Ende des Jahrzehnts startete die Herstellung von Kränen und Walzen.
In den 1970er und 1980er Jahren wurden die Produkte weiterentwickelt und neue Produkte in das Verkaufsprogramm aufgenommen. Gleichzeitig begann das Unternehmen damit, seine Maschinen auch ins Ausland zu exportieren. 1989 nahm das Unternehmen den heutigen Namen an und richtete sich voll auf die Entwicklung, den Bau und den weltweiten Vertrieb von Baumaschinen aus.
Zu Beginn der 1990er Jahre weitete XCMG sein Baumaschinenprogramm aus und präsentierte 1992 als erstes chinesisches Unternehmen seine Produkte auf der bauma in München. Wenig später startete XCMG auch die Produktion von Omnibussen und Pkw, die unter der Marke Xugong verkauft wurden. Nach kurzer Zeit wurde diese Sparte jedoch wieder aufgegeben. 1996 erfolgte die Börsennotierung an der Shenzhen Stock Exchange.
Aufgrund einer Branchenkrise Ende der 1990er Jahre entschied sich XCMG dazu, die Wertschöpfung bei seinen Produkten zu erhöhen und die Erforschung neuer Technologien zu verstärken. 2003 erreichte XCMG als erstes chinesisches Unternehmen in der Branche einen Umsatz von über 10 Milliarden Yuan. Die internationale Ausrichtung beschleunigte sich durch die 2011 erfolgte Übernahme von AMCA aus den Niederlanden und Fluitronics aus Deutschland sowie die Akquisition von Schwing im Jahr 2012.
XCMG gründete in den darauf folgenden Jahren Forschungs- und Entwicklungszentren in Europa, den Vereinigten Staaten und Brasilien. Im Jahr 2022 erzielte die XCMG Group drei Jahre in Folge einen Umsatz von über 100 Milliarden Yuan (rund 14 Mrd. US-Dollar).

## Produkte

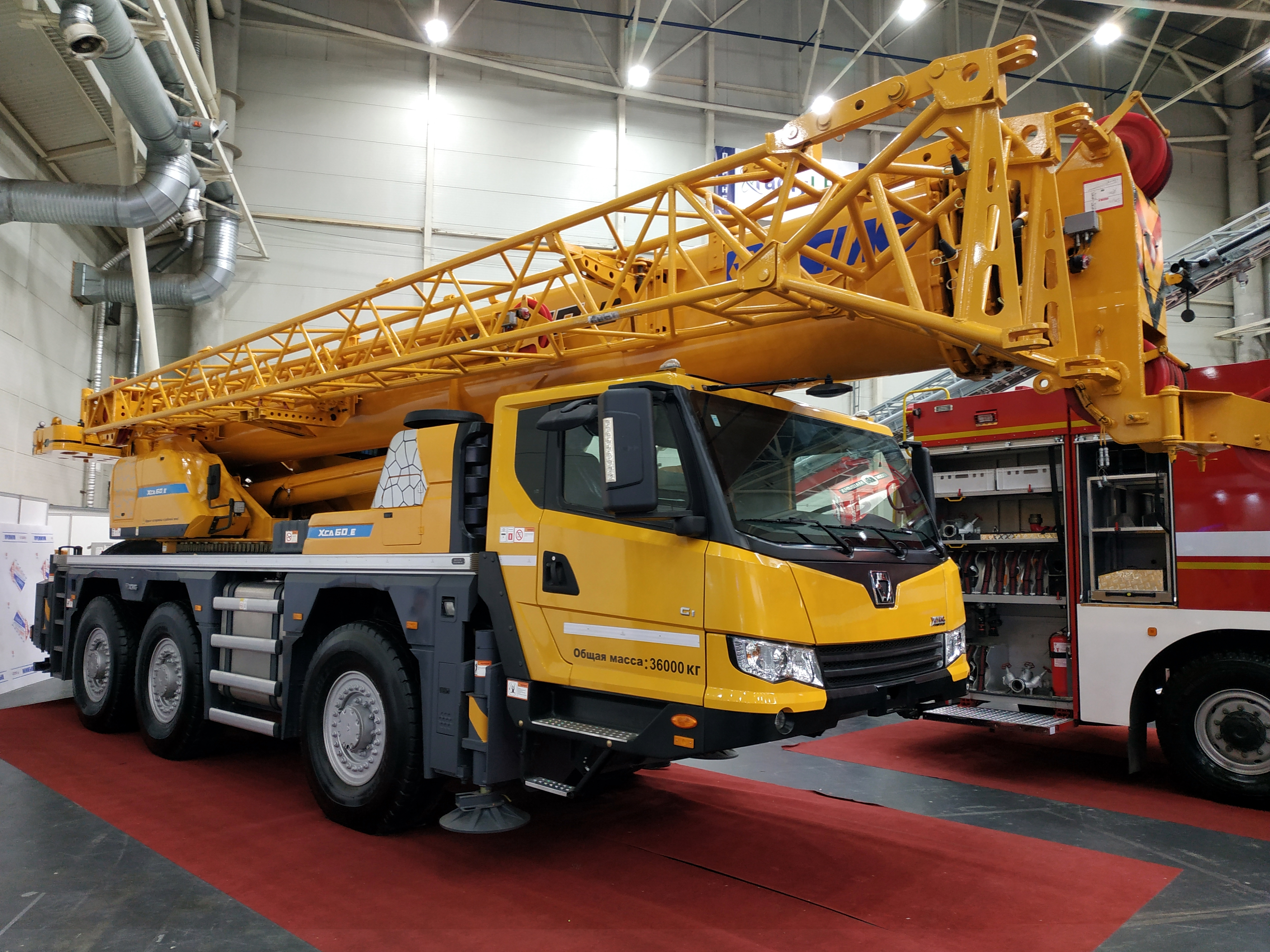
Mobilkran XCA 60 E

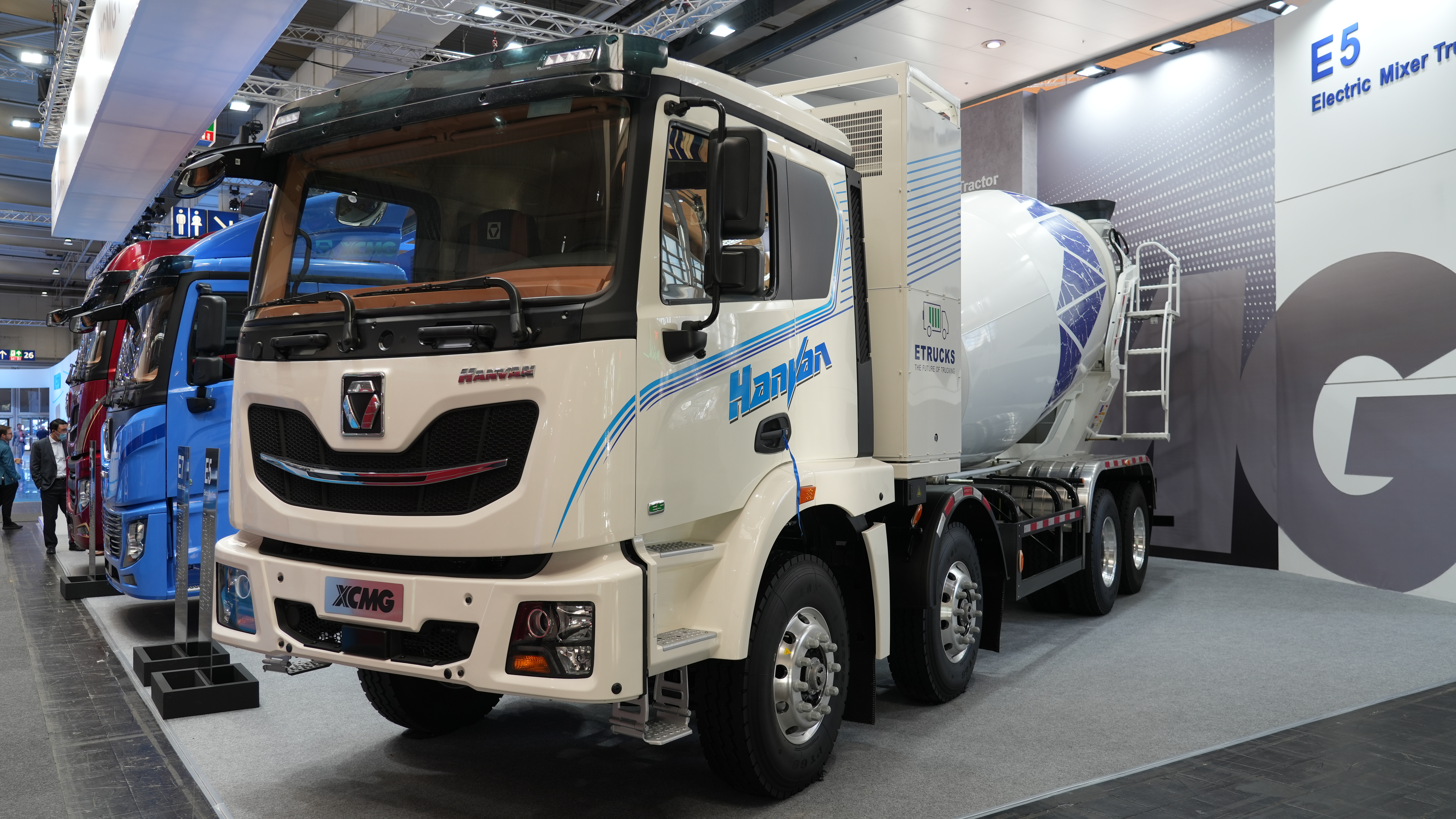
Fahrmischer Hanvan E5

XCMG stellt vor allem Baumaschinen in unterschiedlichen Größen- und Leistungsklassen her. Dazu zählen zum einen Fahrzeugkräne, Raupenkräne sowie Turmdrehkräne. Zum anderen gehören Bagger, Radlader, Planierraupen, Baggerlader, Asphaltfertiger, Grader, Walzen und Kaltfräsen zum Verkaufsprogramm. Darüber hinaus werden Fahrmischer, Betonpumpen und Betonmischanlagen hergestellt. Eine weitere Kategorie bilden Hubarbeitsbühnen.
Für den Tagebau werden sowohl Großbagger als auch Muldenkipper und für den Untertagebau Radlader, Teilschnittmaschinen und Bohrwagen angeboten. Weitere Spezialmaschinen sind Rammen und Bohrgeräte sowie Maschinen für den grabenlosen Leitungsbau und Tunnelvortriebsmaschinen. Für den Güterumschlag liefert XCMG Reachstacker, Teleskoplader und Gabelstapler.
Neben Baumaschinen und Flurförderzeugen bietet XCMG auch eine breite Palette an Nutzfahrzeugen an. Dies umfasst Sattelzugmaschinen, Baustellenkipper, Müllfahrzeuge, Kehrmaschinen, Feuerwehr- und Rettungsfahrzeuge sowie Traktoren.